# Filmforum Duisburg

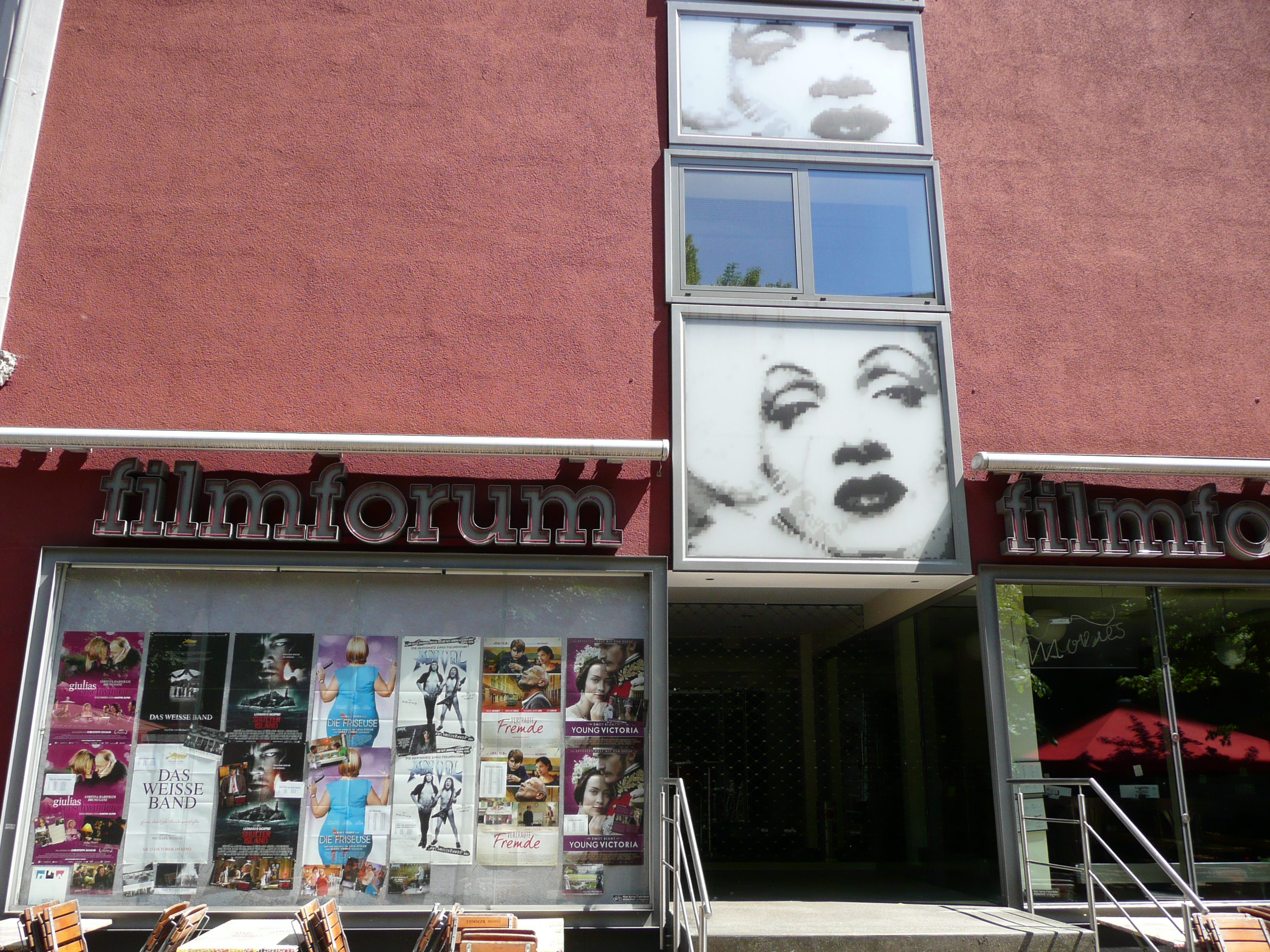
Eingangsbereich des Filmforums (2010)

Das filmforum in Duisburg ist das älteste kommunale Kino in Deutschland. Es wurde am 27. September 1970 eröffnet und wird heute von der filmforum GmbH betrieben.
Bereits seit 1959 wurden im Rahmen der Volkshochschularbeit in Duisburg regelmäßig anspruchsvolle Filme unter dem Programmtitel „filmforum“ vorgeführt. Der große Erfolg führte zur Gründung des „filmforums“ der Volkshochschule als fortlaufend spielendes Kino. Das kommerzielle Kinoprogramm sollte um ein kommunales Filmkunsttheater ergänzt werden.
Anfang der 1970er Jahre führte das Kino gemeinsam mit dem Land Nordrhein-Westfalen die „Filminformationstage“ durch, wo man sich auf ausgewählte westdeutsche Filme konzentrierte. Hieraus entstand 1977 die Duisburger Filmwoche.
Die Filmaufführungen fanden zunächst im großen Saal der Volkshochschule Duisburg statt. Später zog man in das Studio M der Mercatorhalle.
1980 bezog man schließlich das eigene Haus im Duisburger Dellviertel. In dem nach dem Krieg zerstörten und wieder aufgebauten Haus am Dellplatz befand sich schon seit den 1940er Jahren ein Kino.
Von besonderer Bedeutung ist das filmhistorische Archiv des filmforums. Es gehört zu den größten in Nordrhein-Westfalen. Dort ist eine Vielzahl bedeutender Filmdokumente untergebracht, so beispielsweise eine Kopie von Sergej Eisensteins Panzerkreuzer Potemkin und der lange als verschollen geglaubte Filmklassiker Gerettet von Rover.

## Sommerkino
Seit 1996 veranstaltet das filmforum in Kooperation mit dem Landschaftspark Duisburg-Nord jährlich im Juli und August ein Open-Air-Kino in der Gießhalle des ehemaligen Hüttenwerkes. Haupt- und Namenssponsor dieser Veranstaltung war zunächst Diebels (Diebels Open Air Kino), seit 2007 die Stadtwerke Duisburg (Stadtwerke Sommerkino). Im Jahr 2016 wurde mit 44.125 verkauften Tickets die bislang höchste Zuschauerzahl im „Sommerkino“ erreicht.